# پرواز ۸۲۴۳ خطوط هوایی آذربایجان
پرواز شماره ۸۲۴۳ خطوط هوایی آذربایجان، یک پرواز بین‌المللی مسافربری بین‌المللی از باکو به گروزنی بود که توسط آذربایجان ایرلاینز انجام می‌شد که در ۲۵ دسامبر ۲۰۲۴ پس از مورد اصابت قرار گرفتن توسط پدافند پانتسیر-اس۱ارتش روسیه برفراز چچنمورد اصابت موشک قرار گرفته و پس از عدم اجازه برای فرود اضطراری در خاک روسیه و ورود به قزاقستان در نزدیکی فرودگاه بین‌المللی آکتائو قزاقستان با ۶۷ سرنشین سقوط کرد.این سانحه دومین حمله نظامی به یک هواپیمای مسافربری توسط نیروی نظامی مبدا/مقصد در تاریخ پس از پرواز شماره ۷۵۲ هواپیمایی بین‌المللی اوکراین می‌باشد.

## پیش زمینه

### مسافران
| کشور      | مسافران | خدمه | کل | بازمانده | منبع   |
| --------- | ------- | ---- | -- | -------- | ------ |
| آذربایجان | ۳۲      | ۵    | ۳۷ | ۱۶       | [ ۶ ]  |
| آلمان     | ۱       | —    | ۱  | ۱        | [ ۷ ]  |
| قزاقستان  | ۷       | —    | ۷  | —        | [ ۸ ]  |
| قرقیزستان | ۳       | —    | ۳  | ۳        | [ ۹ ]  |
| روسیه     | ۱۵      | —    | ۱۵ | ۹        | [ ۱۰ ] |
| ایران     | ۴       | —    | ۴  | ۰        | [ ۱۱ ] |
| کل        | ۶۲      | ۵    | ۶۷ | ۲۹       |        |

## علت حادثه
علت اصلی حادثه مورد اصابت قرار گرفتن توسط پدافند نیروهای مسلح روسیه است همچنین پیشتر احتمالات از وقوع سانحه نشان دهنده از دست رفتن کنترل هیدرولیک هواپیما بود و گفته می‌شد ارابه فرود آن پایین آورده شده است (به احتمال زیاد جهت جذب حداکثر نیروی ناشی از برخورد)، همچنین یکی از مسافران از داخل هواپیما ویدئویی ضبط و انتشار کرده است که نشان می‌دهد سیستم اکسیژن اضطراری هواپیما فعال شده است که این به‌دلیل تغییر ناگهانی در فشار هوای داخل هواپیما می‌باشد.
ادعا شده که دلیل حادثه «برخورد پرنده با هواپیما» می‌باشد که این فرضیه بعید بنظر می‌رسد از آنجایی که در پای یکی از مسافران مجروح بازمانده از حادثه ترکش پیدا شده است و در جلیقه نجات یک مسافر دیگر نیز ترکش مشابه یافت شده، همچنین دیگر مسافران گزارش کرده‌اند که حین پرواز بدنه هواپیما سوراخ شده است. در قسمت دُم هواپیما و تثبیت کننده افقی آن جای سوختگی‌های نقطه ای، سوراخ‌های متعدد ناشی از برخورد ترکش وجود دارد.

## شرح حادثه
,